# Ubaitaba (ort)
Ubaitaba är en ort i Brasilien.   Den ligger i kommunen Ubaitaba och delstaten Bahia, i den östra delen av landet, 900 km öster om huvudstaden Brasília. Ubaitaba ligger 47 meter över havet och antalet invånare är 28 375.
Terrängen runt Ubaitaba är kuperad åt sydväst, men åt nordost är den platt. Ubaitaba ligger nere i en dal. Ubaitaba är det största samhället i trakten.
I omgivningarna runt Ubaitaba växer i huvudsak städsegrön lövskog. Runt Ubaitaba är det ganska glesbefolkat, med 22 invånare per kvadratkilometer.